# ヨーゼフ・マルティン・クラウス
ヨーゼフ・マルティン・クラウス(Joseph Martin Kraus, 1756年6月20日 ミルテンベルク - 1792年12月15日 ストックホルム）はドイツ生まれのスウェーデンの古典派の作曲家。「スウェーデンのモーツァルト」という異名を持つ。作品は一般的にVB ヴァン・ボーア番号で整理される。
近年になってナクソスによる交響曲全集などのCDがリリースされ、その名が知られるようになった。

## 生涯
1756年、マイン川沿いのミルテンベルクで生まれる。マンハイムのイエズス会ギムナジウムに学んだ後、マインツ、エアフルト、ゲッティンゲンの各大学で哲学と法学を学ぶ。彼は音楽家以外に劇作家、著述家、画家としても活動しており、一生の大半を音楽の旅に費やしたモーツァルトとは全く違う運命をたどった。
1781年にストックホルムのグスタフ3世の宮廷作曲家として任用され、翌1782年から約4年間、イタリア、ウィーンなどへの音楽修業を許される。この旅で多くの作曲家と知り合い、その音楽に触れている。ハイドンとも1783年に会って交響曲を献呈している。また、この旅の際にクラウスはモーツァルトが所属していたフリーメイソンのロッジに加入しており、彼と面識を持ったと考えられている。
帰国後は宮廷のためにオペラや器楽曲を多く書いている。1792年、暗殺されたグスタフ3世の追悼音楽（「葬送交響曲」）および追悼カンタータを書いて間もなく肺結核のため逝去。

## 作風
「スウェーデンのモーツァルト」の異名に相応しく、各ジャンルに独自の「響き」を生かした優れた作品が多い。長調偏重の時代にもかかわらず短調を主調とした曲を多く書くところにもそれが現れている。

## 著名な作品
- 交響曲…現在12曲ほどが現存している。メヌエットを欠く3楽章構成が多い。
  - 交響曲 ハ長調 「バイオリン・オブリガート」（1780年）VB138
  - 交響曲 ハ長調（1781年）VB139
  - 交響曲 嬰ハ短調（1782年）VB140
  - 交響曲 ホ短調（1783年）VB141
  - 交響曲 ハ短調（1783年）VB142（VB140からメヌエットを削除して移調・改作。1783年にハイドンに献呈）
  - 交響曲 ニ長調（？）VB143
  - 交響曲 変ホ長調（1783年）VB144
  - 交響曲 ヘ長調（1786年）VB145
  - 交響曲 ニ長調 「教会のための交響曲」（1789年）VB146
  - 教会交響曲 ニ短調 VB147
  - 交響曲 ハ短調 「葬送交響曲」（1792年）VB148（スウェーデン国王グスタフ3世のための葬送音楽）

- 弦楽四重奏曲
  - 弦楽四重奏曲 ヘ短調 （1778年、ストックホルム） VB178
  - 弦楽四重奏曲 ハ短調 VB179
  - 弦楽四重奏曲 ホ長調 VB180
  - 弦楽四重奏曲 変ロ長調 《ヴァイオリン》 Op.1-2（1784年出版） VB181
  - 弦楽四重奏曲 ハ長調 《春》 Op.1-5（1784年出版） VB182
  - 弦楽四重奏曲 ト短調 《フーガ》 Op.1-3（1784年出版） VB183
  - 弦楽四重奏曲 ニ長調 《別れ》 Op.1-4（1784年出版） VB184　【演奏例】
  - 弦楽四重奏曲 イ長調 《ゲッティンゲン》 Op.1-1（1784年出版） VB185
  - 弦楽四重奏曲 ト長調 《ショット四重奏曲》 Op.1-6（1784年出版） VB187　【演奏例】
  - 弦楽四重奏曲 ハ長調 《狩り》 VB186

- ピアノソナタ
  - ピアノソナタホ長調 （1788年） VB196